# Joaquim Pena i Costa
Joaquim Pena Costa (Barcelona, 1873 - Barcelona, 1944) fue un musicólogo y crítico musical. Fue uno de los principales ideólogos de la modernidad musical de Cataluña. 

## Biografía
Estudió Derecho pero nunca ejerció esta profesión, ya que desde muy pronto se dedicó a la música, sobre todo a la crítica musical. Inició su carrera como periodista en El Correo Catalán, donde hizo publicaciones tan importantes como, por ejemplo, la crítica del estreno de Tristán e Isolda en el Gran Teatro del Liceo. 
Fue fundador y crítico musical de la revista Joventut, un semanario editado entre 1900 y 1906, publicando críticas y comentarios sobre el festival de Bayreuth, y contribuyendo altamente en el debate sobre las principales corrientes estéticas europeas de principios del siglo XX, por lo cual la revista se convirtió en una de las publicaciones más importantes del modernismo catalán. Allí defendió apasionadamente la obra de Richard Wagner.
Vivió y murió en la antigua plaza de “Llevant”, en Sarrià–Sant Gervasi, actualmente dedicada al musicólogo.

## Joaquim Pena y Richard Wagner
En 1901 fundó la Asociación Wagneriana de Barcelona, de la cual fue presidente entre el año de su fundación, junto a Felipe Pedrell, musicólogo, y 1904. Fue propietario muy activo del Gran Teatro del Liceo, desde donde reivindicó la representación de óperas de Wagner con total dignidad y denunció las irregularidades de la junta del momento.
Son muy conocidas sus traducciones al catalán de las obras escénicas de Wagner, adaptadas de tal manera que también podían ser cantadas en dicho idioma. También tradujo algunas de la óperas de Christoph Willibald Gluck, Gaspare Spontini, Wolfgang Amadeus Mozart, Modest Músorgski, Nikolai Rimski-Kórsakov, o de las canciones de Ludwig van Beethoven, Franz Schubert, Robert Schumann, Gabriel Fauré y Johann Sebastian Bach, entre otros ejemplos.
Publicó reducciones para canto y piano de Lohengrin (1906), Los maestros cantores de Nuremberg (1907), Tannhäuser (1908), Tristán e Isolda (1910) y Parsifal (1929). Tradujo los ensayos wagnerianos La música del futuro y Arte y revolución.
A continuación podemos ver la descripción que hacía Josep Pla de Joaquim Pena en Homenots, su serie de retratos periodísticos:
“La otra persona seria era Joaquim Pena, crítico musical wagnerómano de formas rígidamente ortodoxas, en el sentido que creía que en la obra de Wagner, en su estética, el elemento básico era la poesía y subsidiariamente la música, muy importante ciertamente, pero no tanto como la poesía, que constituye el sustrato de la superestructura musical. La estética de Wagner había convertido a Joaquim Pena en un obsesivo sombrío, severo, grave y separado”.

## Crítico musical
Ejerció la crítica en “La Publicidad” (1916-1916), donde publicó cada semana, en la sección Hojas musicales, sus trabajos musicológicos. Fue en 1938 cuando la Dirección General de Radiodifusión de la Generalidad de Cataluña le dedicó un homenaje por publicar el Cançoner Selecte, una colección de Lieder traducidos al catalán. También tradujo obras teóricas de Richard Wagner como La música del porvenir. Cuando Pena dejó la crítica en “La Publicidad”, el encargado de sustituirlo fue Jaume Pahissa.

## Orquesta Pau Casals
Fue secretario del Orfeón Catalán y secretario del patronato de la Orquesta Pau Casals (1920-1939). "He aquí el origen de la ORQUESTA PAU CASALS. Hace ahora cuatro meses, mientras volvía de su última excursión artística, creyó que había llegado la hora de convertir en obra su trascendental idea y comunicarla a sus íntimos [...] empezaron seguidamente los trabajos preparatorios". El hecho de que poseyeran el Orfeón, la Banda Municipal de Barcelona y la Orquesta Casals hacía que Pena fuera un gran promotor de proyectos para poder plantar cara a las grandes capitales europeas. Los programas de mano y sus traducciones eran, casi siempre, de Joaquim Pena.
Una selección de sus críticas y trabajos fue recogida en el Llibre en honor de Joaquim Pena. También escribió la biografía de Enric Morera (1937) y dirigió el Diccionario de la Música Labor (1940-1944). 
El fondo personal de Joaquim Pena se conserva en la Biblioteca de Cataluña.